# Chiorchis fabaceus
Chiorchis fabaceus är en plattmaskart. Chiorchis fabaceus ingår i släktet Chiorchis och familjen Paramphistomatidae. Inga underarter finns listade i Catalogue of Life.